# Artur Potau Torredemer
Artur Potau Torredemer   (Barcelona, 1886 - 1966) fou un pintor i dibuixant.

## Biografia
Estudià a l'Escola de Belles Arts. A Barcelona fou professor de l'Ateneu Obrer i de les Escoles Municipals d'Art; fundador i professor de l'acadèmia barcelonina Arts, directiu de l'Agrupació d'Aquarel·listes de Catalunya, soci fundador dels Amics dels Museus, instituí l'Ajut a l'Artista i fundador i organitzador del Dia de l'Art a Catalunya.
Fou homenatjat pel Reial Cercle Artístic i altres entitats de la ciutat comtal (1953). Les seves obres foren exhibides en exposicions individuals en les més prestigioses sales d'art barcelonines (1907-1961). Participà en l'Exposició Internacional de Retrats Antics i Moderns, de Barcelona (1910), Exposicions Nacionals de Belles Arts de Barcelona (1961), Madrid (1932, 1936, 1941, 1943, 1948, 1950 i 1960) i de Sevilla (1940); Saló Internacional d'Aquarel·listes, de Niça (1935 i 1936); Exposició Nacional de Barcelona (1942 i 1944); Exposició d'Aquarel·listes d'Espanya i Portugal, a Madrid (1947), etc. Fou guardonat amb les Medalles d'or i plata de la reial Acadèmia de Belles Arts de Sant Jordi, de Barcelona; Primera Medalla del Salón de Otoño, de Madrid; Premi del Saló de Barcelona; Medalla del Cercle de Belles Arts de la ciutat de Palma; Menció d'Honor de la Direcció General de Turisme; Premi Extraordinari Vescomte de Güell; Medalla d'or, premi Josep Masriera, etc. Manifestacions del seu mecenatge van ser, a més dels premis per a les Biennals d'Art de Montblanc, els Premis Potau en els Concursos de dibuix Seix i al Cercle Artístic de Barcelona.
A Montblanc pintà part de la seva obra: paisatges, monuments i personatges de la vila van ser sovint tema preferit de les seves obres. Inspirador de l'Exposició d'Art de la Conca de Barberà (1929) i promotor de la diada de l'Art (1935) a Montblanc. El març de 1935 rebé l'homenatge de la vila en presència dels més prestigiosos artistes catalans. Organitzador i membre del jurat de les I, II, III i V Biennals d'Art de Montblanc, per a les quals instituí el Premi Potau. En reconeixement del seu afecte per la vila, l'Ajuntament en sessió de 31 d'octubre de 1953 el nomenà fill adoptiu de Montblanc i l'11 de setembre de 1955 li lliurà la Medalla d'argent de la vila.
Les seves obres es poden veure en diversos museus d'art de Catalunya: Vic, Vilafranca del Penedès i Montblanc. En aquesta darrera vila, el Museu Comarcal de la Conca de Barberà li té dedicada una sala especial, ja que moltes obres de Potau tingueren temàtica montblanquina.